# Stanislav Tecl
Stanislav Tecl, né le 1er septembre 1990 à Jindřichův Hradec en Tchéquie, est un footballeur international tchèque. Évoluant au poste d'attaquant, il joue actuellement avec le SK Slavia Prague.

## Palmarès
FC Viktoria Plzeň :
- Champion de Tchéquie en 2013 et 2015

 SK Slavia Prague : 
- Championnat de Tchéquie en 2017
- Coupe de Tchéquie en 2018

## Statistiques
Le tableau ci-dessous récapitule les statistiques en match officiel de Stanislav Tecl :
| Saison                | Club                  | Championnat           | Championnat | Championnat | Coupe(s) nationale(s) | Coupe(s) nationale(s) | Compétition(s) continentale(s) | Compétition(s) continentale(s) | Compétition(s) continentale(s) | Total | Total |
| Saison                | Club                  | Division              | M.          | B.          | M.                    | B.                    | Comp.                          | M.                             | B.                             | M.    | B.    |
| 2008-2009             | Jihlava               | 2                     | 6           | 1           | -                     | -                     | -                              | -                              | -                              | 6     | 1     |
| 2009-2010             | Jihlava               | 2                     | 16          | 5           | -                     | -                     | -                              | -                              | -                              | 16    | 5     |
| 2009-2010             | Slavia                | 1                     | 4           | 0           | -                     | -                     | -                              | -                              | -                              | 4     | 0     |
| 2010-2011             | Jihlava               | 2                     | 27          | 10          | -                     | -                     | -                              | -                              | -                              | 27    | 10    |
| 2011-2012             | Jihlava               | 2                     | 28          | 12          | 2                     | 1                     | -                              | -                              | -                              | 30    | 13    |
| 2012-2013             | Jihlava               | 1                     | 11          | 10          | 2                     | 2                     | -                              | -                              | -                              | 13    | 12    |
| 2012-2013             | Plzeň                 | 1                     | 14          | 0           | 2                     | 0                     | C3                             | 4                              | 2                              | 20    | 2     |
| 2013-2014             | Plzeň                 | 1                     | 29          | 12          | 7                     | 3                     | C1+C3                          | 11+4                           | 3+2                            | 51    | 20    |
| Total sur la carrière | Total sur la carrière | Total sur la carrière | 135         | 50          | 13                    | 6                     | -                              | 19                             | 7                              | 167   | 63    |